# 피아노 소나타 2번 (아이브스)
찰스 아이브스의 피아노 소나타 2번은 작곡가의 가장 잘 알려져 있고 가장 높이 평가되는 작품 중 하나이다. 이 작품의 일반적인 연주는 약 45분 동안 된다.
소나타의 네 악장은 초월주의와 관련된 인물을 나타낸다. 아이브스는 이 작품이 "반세기 전에 매사추세츠주 콩코드와 많은 사람들의 마음에 관련된 초월주의 정신에 대한 인상"이라고 말했다. 이것은 랄프 왈도 에머슨과 나다니엘 호손, 브런슨 올컷, 루이자 메이 올컷, 헨리 데이비드 소로의 스케치이다.